# Jurij Krasnožan
Jurij Anatol'evič Krasnožan (in russo Юрий Анатольевич Красножан?, traslitterazione anglosassone: Yuri Anatolyevich Krasnozhan; Nal'čik, 7 giugno 1963) è un allenatore di calcio ed ex calciatore russo di ruolo difensore.

## Carriera

### Allenatore
Divenne allenatore dello Spartak Nalcik nel 2004. Nel 2005 condusse la squadra alla Prem'er-Liga. La società retrocesse, dopo aver quasi raggiunto i piazzamenti utili per la qualificazione alla successiva Europa League. A seguito di quella stagione, Krasnožan passò alla Lokomotiv Mosca.
Il 4 luglio 2011 venne esonerato dal Presidente della Lokomotiv, Ol'ga Smorodskaja, rescindendo il contratto due giorni dopo.
Il 27 dicembre 2011 divenne l'allenatore dell'Anži, siglando un accordo di cinque anni.
Il 17 febbraio 2012 viene dimesso dall'incarico di allenatore del club di Machačkala, e il suo posto viene preso da Guus Hiddink.
Sei mesi più tardi divenne la guida tecnica del Kuban', ma a metà stagione è sostituito da Leanid Kučuk.
Iniziò la stagione 2013/2014 alla guida del Terek Groznyj, ma già ad ottobre 2013 venne sostituito da Vaït Talğaev
Il 9 febbraio 2014 viene nominato commissario tecnico della Nazionale kazakistana, firmando un contratto biennale.